# Holodactylus
Genre
Holodactylus est un genre de gecko de la famille des Eublepharidae.

## Répartition
Les espèces de ce genre se rencontrent en Afrique de l'Est.

## Description
Ce sont des geckos terrestres et nocturnes, d'aspect assez fort, et possédant des paupières comme tous les membres de la famille.

## Liste des espèces
Selon The Reptile Database (10 septembre 2012) :
- Holodactylus africanus Boettger, 1893
- Holodactylus cornii Scortecci, 1930

## Publication originale
- Boettger, 1893 : Übersicht der von Prof. C. Keller anlässlich der Ruspolischen Expedition nach den Somaliländern gesammelten Reptilien und Batrachier. Zoologischer Anzeiger, vol. 16, n. 416, p. 113-119 (texte intégral).